# Homaemota tricolor
Homaemota tricolor là một loài bọ cánh cứng trong họ Cerambycidae.